# Cattedrale di Bergen
La cattedrale di Bergen (in lingua norvegese Bergen domkirke) è il principale edificio di culto della città norvegese, sede della Diocesi di Bjørgvin della Chiesa di Norvegia.

## Storia
Durante il regno di re Haakon IV di Norvegia un convento francescano è stato stabilito nei pressi della chiesa, allora conosciuta come Olavskirken, o "chiesa di Sant'Olaf". La chiesa è bruciata nel 1248 e di nuovo nel 1270, ma venne ricostruita dopo entrambi gli incendi. Nel 1463 il convento è bruciato di nuovo, ma questa volta non è stata ricostruita fino al 1550, nonostante fosse stata dichiarata cattedrale della città nel 1537, contemporaneamente al passaggio della Norvegia al luteranesimo, sostituendo la precedente cattedrale che sorgeva adiacente al castello della città (che era residenza reale).
Dopo gli incendi del 1623 e il 1640, la cattedrale di Bergen ha assunto il suo aspetto attuale. Il campanile sulla navata centrale fu abbattuto ed è stata costruita la torre attuale. Durante la ristrutturazione nel 1880 ad opera dell'architetto Christian Christie, il rococò interno è stato sostituito per dare agli interni di nuovo il loro aspetto originale medievale.
Nel 1665 una palla di cannone durante la battaglia di Vågen tra le flotte inglese e olandese rimane incastonata nel muro esterno della cattedrale.
L'attuale organo presso la cattedrale di Bergen, della Rieger Orgelbau, è dal 1997 il quinto organo nella storia della cattedrale.